# Supetarska Draga
Supetarska Draga is een plaats in de gemeente Rab in de Kroatische provincie Primorje-Gorski Kotar. De plaats telt 1184 inwoners (2001).